# Goychay (rayon)
Goychay ( azerí: Göyçay) é um dos cinqüenta e nove rayones nos que subdivide politicamente a República do Azerbaijão. A cidade capital é a cidade de Goychay.

## Território e População
Este rayon é possuidor uma superfície de 736 quilômetros quadrados, os quais são o lugar de uma população composta por umas 103.646 pessoas. Por onde, a densidade populacional se eleva a cifra dos 140,8 habitantes por cada quilômetro quadrado de este rayon.

## Economia
Este rayon é inteiramente agrícola. O algodão, os grãos, vinhos e frutas, assim como a pecuária e as fincas formam o principal sustento econômico. Além disso, se criam bicho da seda. Também é importante o cultivo de maçãs e laranjas.